# الموصي على القانون
الموصي على القانون: (بالانجليزية: Conservator of the peace)
في العادات البريطانية القديمة، كان المحافظ )بالاتينية Custodes pacis ، أو(Wardens of the Peace ، وهم افرادا لديهم مسؤولية خاصة، بحكم منصبهم، لمعرفة أن قوانين الملك قد تم حفظها وتطبيقها.

## إنجلترا
في القرن الثامن عشر عرًف الكانب القانوني توماس إدلين توملينز، في قاموس قانوني لعام 1820 ، «الموصي على القانون» بانه شخص مسؤول عن تطبيق وحفظ قانون الملك إدوارد الثالث اما من خلال المكاتب أو بنفسه حتى اظهار العدالة.
كان الملك الوصي الرئيسي عن تطبيق القانون في المناطق الخاضعة لسيطرته، ومن بين المحافظين العامين على القانون هم العمداء والخازن والمضيف الرئيسي ( إيرل ماريشال) وكبير موظفي القصر وقضاة البلاط الملكي. في القانون العام، كان يُنظر إلى العمداء وأفراد الشرطة أحيانًا كمحافظين على القانون داخل مقاطعتهم، كما يُنظر إلى رجال الشرطة كمحافظين على القانون داخلي ولايتهم القضائية.
في الآونة الأخيرة، كان حاكم تشستر محافظًا في مقاطعة تشيشاير.

### فرجينيا
لا يزال دور «الموصي الخاص على القانون» موجودًا في ولاية فرجينيا الأمريكية. يتم تعيين هؤلاء الأفراد من قبل محكمة دائرة فرجينيا لأداء واجبات ومسؤوليات معينة في نطاق سلطة قضائية محدودة جغرافيًا، ويتم تنظيمها من قبل إدارة خدمات العدالة الجنائية في فرجينيا. غالبًا ما يكون حراس الأمن محافظين خاصين على القانون في فيرجينيا.